# Franco Dolci
Pablo Franco Dolci (Córdoba, 1º gennaio 1984) è un ex calciatore argentino, di ruolo centrocampista.

## Carriera
Iniziò la sua carriera professionistica nel febbraio 2004 trasferendosi in Francia al Nizza. Qui giocò due stagioni e mezza in Ligue 1, sommando 10 presenze. Nella stagione 2006-2007 si trasferì in prestito al Bastia, militante in Ligue 2. Dall'estate 2007 tornò in Argentina, giocando con Talleres e Chacarita Juniors in Primera B Nacional, la seconda serie nazionale. Nel 2009 si trasferì al Newell's Old Boys con cui in due stagioni disputò 40 partite in massima serie argentina e 4 incontri internazionali, 1 in Coppa Libertadores e 3 in Coppa Sudamericana. Successivamente giocò in seconda serie argentina con le maglie di Chacarita Juniors per la seconda volta, Ferro Carril Oeste, Sportivo Belgrano e Independiente Rivadavia e in terza serie con Huracán Las Heras e Deportivo Maipù.

## Statistiche

### Presenze e reti nei club
Statistiche aggiornate al 23 aprile 2023.
| Stagione                 | Squadra                  | Campionato               | Campionato | Campionato | Coppe nazionali | Coppe nazionali | Coppe nazionali | Coppe internazionali | Coppe internazionali | Coppe internazionali | Altre coppe | Altre coppe | Altre coppe | Totale | Totale |
| Stagione                 | Squadra                  | Comp                     | Pres       | Reti       | Comp            | Pres            | Reti            | Comp                 | Pres                 | Reti                 | Comp        | Pres        | Reti        | Pres   | Reti   |
| ------------------------ | ------------------------ | ------------------------ | ---------- | ---------- | --------------- | --------------- | --------------- | -------------------- | -------------------- | -------------------- | ----------- | ----------- | ----------- | ------ | ------ |
| feb.-giu. 2004           | Nizza                    | L1                       | 4          | 0          | CF+CdL          | -               | -               | -                    | -                    | -                    | -           | -           | -           | 4      | 0      |
| 2004-2005                | Nizza                    | L1                       | 4          | 0          | CF+CdL          | 1+0             | 0               | Int                  | 0                    | 0                    | -           | -           | -           | 5      | 0      |
| 2005-2006                | Nizza                    | L1                       | 2          | 0          | CF+CdL          | 1+0             | 0               | -                    | -                    | -                    | -           | -           | -           | 3      | 0      |
| Totale Nizza             | Totale Nizza             | Totale Nizza             | 10         | 0          |                 | 2               | 0               |                      | 0                    | 0                    |             | -           | -           | 12     | 0      |
| 2006-2007                | Bastia                   | L2                       | 8          | 0          | CF+CdL          | 0+1             | 0               | -                    | -                    | -                    | -           | -           | -           | 9      | 0      |
| ago.-dic. 2007           | Talleres (C)             | BN                       | 15         | 0          | -               | -               | -               | -                    | -                    | -                    | -           | -           | -           | 15     | 0      |
| gen.-giu. 2008           | Chacarita Juniors        | BN                       | 15         | 1          | -               | -               | -               | -                    | -                    | -                    | -           | -           | -           | 15     | 1      |
| 2008-2009                | Chacarita Juniors        | BN                       | 35         | 2          | -               | -               | -               | -                    | -                    | -                    | -           | -           | -           | 35     | 2      |
| 2009-2010                | Newell's Old Boys        | PD                       | 26         | 0          | -               | -               | -               | -                    | -                    | -                    | -           | -           | -           | 26     | 0      |
| 2010-2011                | Newell's Old Boys        | PD                       | 14         | 0          | -               | -               | -               | CL+CS                | 1+3                  | 0                    | -           | -           | -           | 18     | 0      |
| Totale Newell's Old Boys | Totale Newell's Old Boys | Totale Newell's Old Boys | 40         | 0          |                 | -               | -               |                      | 4                    | 0                    |             | -           | -           | 44     | 0      |
| 2011-2012                | Chacarita Juniors        | BN                       | 32+1       | 1+0        | CA              | 1               | 0               | -                    | -                    | -                    | -           | -           | -           | 34     | 1      |
| Totale Chacarita Juniors | Totale Chacarita Juniors | Totale Chacarita Juniors | 82+1       | 4          |                 | 1               | 0               |                      | -                    | -                    |             | -           | -           | 84     | 4      |
| 2012-2013                | Ferro Carril Oeste       | BN                       | 26         | 0          | CA              | 1               | 0               | -                    | -                    | -                    | -           | -           | -           | 27     | 0      |
| 2013-2014                | Sp. Belgrano (SF)        | BN                       | 30         | 1          | CA              | 0               | 0               | -                    | -                    | -                    | -           | -           | -           | 30     | 1      |
| 2014                     | Sp. Belgrano (SF)        | BN                       | 18         | 1          | -               | -               | -               | -                    | -                    | -                    | -           | -           | -           | 18     | 1      |
| Totale Sp. Belgrano (SF) | Totale Sp. Belgrano (SF) | Totale Sp. Belgrano (SF) | 48         | 2          |                 | 0               | 0               |                      | -                    | -                    |             | -           | -           | 48     | 2      |
| 2015                     | Independiente Rivadavia  | BN                       | 28         | 0          | CA              | 1               | 0               | -                    | -                    | -                    | -           | -           | -           | 29     | 0      |
| 2016                     | Independiente Rivadavia  | BN                       | 9          | 0          | CA              | 0               | 0               | -                    | -                    | -                    | -           | -           | -           | 9      | 0      |
| 2016-2017                | Independiente Rivadavia  | BN                       | 24         | 1          | CA              | 0               | 0               | -                    | -                    | -                    | -           | -           | -           | 24     | 1      |
| Totale Ind. Rivadavia    | Totale Ind. Rivadavia    | Totale Ind. Rivadavia    | 61         | 1          |                 | 1               | 0               |                      | -                    | -                    |             | -           | -           | 62     | 1      |
| 2017-2018                | Huracán (LH)             | TAA                      | 23         | 1          | CA              | 2               | 0               | -                    | -                    | -                    | -           | -           | -           | 25     | 1      |
| 2018-2019                | Huracán (LH)             | TAA                      | 25         | 1          | CA              | 3               | 0               | -                    | -                    | -                    | -           | -           | -           | 28     | 1      |
| Totale Huracán (LH)      | Totale Huracán (LH)      | Totale Huracán (LH)      | 48         | 2          |                 | 5               | 0               |                      | -                    | -                    |             | -           | -           | 53     | 2      |
| 2019-2020                | Dep. Maipú               | TAA                      | 16         | 1          | CA              | 0               | 0               | -                    | -                    | -                    | -           | -           | -           | 16     | 1      |
| Totale carriera          | Totale carriera          | Totale carriera          | 355        | 10         |                 | 11              | 0               |                      | 4                    | 0                    |             | -           | -           | 370    | 10     |